# Seznam španskih fotografov
Seznam španskih fotografov.

## A
- Ana Arce

## G
- Isidoro Gallo
- Juan Gyenes

## L
- Ouka Leele

## M
- Chema Madoz